# Павлов, Александр Спиридонович (машинист)
Александр Спиридонович Павлов (1915 — 10 сентября 1993) — передовик советского железнодорожного транспорта, машинист паровозного депо Барнаул Томской железной дороги, Алтайский край. Герой Социалистического Труда (1959). Почётный гражданин города Барнаул. Член ВКП(б) с 1940 года.

## Биография
Родился в 1915 году на станции Булаево (ныне — Северо-Казахстанская область) в русской крестьянской семье.
Получив начальное образование и обучившись в школе фабрично-заводского ученичества, с 1933 года стал трудиться на железной дороге, помощником машиниста в Барнаульском локомотивном депо. Через год был назначен машинистом, а чуть позже возглавил комсомольскую локомотивную бригаду. Позже назначен на должность заместителя начальника депо.
В годы Великой Отечественной войны Павлов возглавлял паровозную колонну, в которой машинистами трудились девушки и женщины. Получив квалификацию машинист 1 класса, мастерски освоил тепловозы и электровозы. Всегда стремился к познаниям и совершенствованию.
На протяжении 25 лет Александр Спиридонович управлял пассажирскими составами, не допускал ни малейшего нарушения правил транспортировки пассажиров и грузов. Был наставником для молодых машинистов. Некоторое время покидал депо — руководил партийной организации депо и Железнодорожного района.
За выдающиеся успехи, достигнутые в деле развития железнодорожного транспорта, Указом Президиума Верховного Совета СССР от 1 августа 1959 года Александру Спиридоновичу Павлову было присвоено звание Героя Социалистического Труда с вручением ордена Ленина и золотой медали «Серп и Молот».
Избирался делегатом XIX съезда КПСС. Был депутатом Алтайского краевого Совета депутатов трудящихся, членом Железнодорожного райкома КПСС города Барнаула. Избирался председателем райпрофсоюза Алтайского отделения железной дороги.
Ему было присвоено почётное звание «Почётный гражданин города Барнаула».
С 1975 года на пенсии. Проживал в городе Барнауле.
Умер 10 сентября 1993 года.

## Награды
За трудовые успехи удостоен:
- золотая звезда «Серп и Молот» (01.08.1959)
- орден Ленина (1.08.1959)
- Орден Трудового Красного Знамени (31.07.1954)
- Медаль «За трудовую доблесть»
- Почётный гражданин города Барнаула
- другие медали.